# Bordères-Louron
Bordères-Louron település Franciaországban, Hautes-Pyrénées megyében. Lakosainak száma 143 fő (2022. január 1.). Bordères-Louron Cazaux-Debat, Bourg-d’Oueil, Avajan, Bareilles, Cazaux-Fréchet-Anéran-Camors, Gouaux, Lançon és Ris községekkel határos.

## Népesség
A település népességének változása:
| Lakosok száma | 173  | 176  | 169  | 155  | 144  | 141  | 139  | 135  | 143  |
|               | 2013 | 2015 | 2016 | 2017 | 2018 | 2019 | 2020 | 2021 | 2022 |